# Championnat du Rwanda de football 2009-2010
Navigation
Saison précédente Saison suivante
La saison 2009-2010 du Championnat du Rwanda de football est la cinquante-neuvième édition du championnat de première division au Rwanda. Les douze meilleures équipes du pays sont regroupées au sein d’une poule unique où ils s’affrontent deux fois au cours de la saison, à domicile et à l’extérieur. En fin de saison, les deux derniers du classement sont relégués et remplacés par les deux meilleurs clubs de deuxième division.
C'est l'APR FC, tenant du titre, qui est à nouveau sacré cette saison après avoir terminé en tête du classement final avec onze points d’avance sur ATRACO Football Club et douze sur l’un des promus, Etincelles FC. Il s’agit du onzième titre de champion du Rwanda de l’histoire du club.
À la suite du retrait du championnat en fin de saison des équipes d'ATRACO FC et d'Electrogaz FC, la relégation des deux derniers du classement est annulée.

## Qualifications continentales
Le champion du Rwanda se qualifie pour la Ligue des champions de la CAF 2011 et la Coupe Kagame inter-club 2011 tandis que son dauphin obtient son billet pour la Coupe de la confédération 2011. 

## Les clubs participants
| - APR FC - Rayon Sports FC - Police FC - Kiyovu Sports Association - Mukura Victory Sports FC - AS Kigali | - Electrogaz Football Club - Amagaju FC - Marines FC - Musanze FC - Promu de D2 - ATRACO Football Club - Etincelles FC - Promu de D2 |

## Compétition
Le barème utilisé pour établir le classement est le suivant :
- Victoire : 3 points
- Match nul : 1 point
- Défaite : 0 point

### Classement
| Rang | Équipe                    | Pts | J  | G  | N | P  | Bp | Bc | Diff |
| ---- | ------------------------- | --- | -- | -- | - | -- | -- | -- | ---- |
| 1    | APR FCT C CK              | 54  | 22 | 17 | 3 | 2  | 48 | 19 | +29  |
| 2    | ATRACO Football Club      | 43  | 22 | 13 | 4 | 5  | 35 | 23 | +12  |
| 3    | Etincelles FCP            | 42  | 22 | 12 | 6 | 4  | 27 | 21 | +6   |
| 4    | Rayon Sports FC           | 38  | 22 | 11 | 5 | 6  | 33 | 21 | +12  |
| 5    | Kiyovu Sports Association | 36  | 22 | 10 | 6 | 6  | 25 | 19 | +6   |
| 6    | Police FC                 | 30  | 22 | 8  | 6 | 8  | 34 | 28 | +6   |
| 7    | Electrogaz Football Club  | 30  | 22 | 8  | 6 | 8  | 30 | 31 | -1   |
| 8    | Mukura Victory Sports FC  | 23  | 22 | 7  | 2 | 13 | 20 | 30 | -10  |
| 9    | Amagaju FC                | 19  | 22 | 4  | 7 | 11 | 21 | 27 | -6   |
| 10   | AS Kigali                 | 19  | 22 | 4  | 7 | 11 | 21 | 35 | -14  |
| 11   | Marines FC                | 18  | 22 | 5  | 3 | 14 | 22 | 43 | -21  |
| 12   | Musanze FCP               | 13  | 22 | 2  | 7 | 13 | 13 | 32 | -19  |

|  | Qualification pour la Ligue des champions de la CAF 2011                                                                  |
|  | Qualification pour la Coupe de la confédération 2011                                                                      |
|  | Retrait du championnat en fin de saison                                                                                   |
|  | T : Tenant du titre CK : Vainqueur de la Coupe Kagame inter-club 2010 C : Vainqueur de la Coupe du Rwanda P : Promu de D2 |

## Bilan de la saison
| Championnat du Rwanda de football 2009-2010 |                          |
| Champion                                    | APR FC (11e titre)       |
| Coupes et trophées                          |                          |
| Vainqueur de la Coupe du Rwanda 2009-2010   | APR FC                   |
| Qualifications continentales                |                          |
| Ligue des champions de la CAF 2011          | APR FC                   |
| Coupe de la confédération 2011              | Etincelles FC            |
| Coupe Kagame inter-club 2011                | APR FC (tenant du titre) |
| Coupe Kagame inter-club 2011                | Etincelles FC            |
| Promotions et relégations                   |                          |
| Promus en Première division                 | Muhanga FC               |
| Promus en Première division                 | La Jeunesse FC           |
| Relégués en Deuxième division               | ATRACO Football Club     |
| Relégués en Deuxième division               | Electrogaz FC            |